# István Nemeskürty
István Nemeskürty (14 maggio 1925 – 8 ottobre 2015) è stato uno storico, scrittore e sceneggiatore ungherese.

## Biografia
Nato nel 1943, nel 1977 divenne uno dei membri della giuria del 10º Festival cinematografico internazionale di Mosca. Nel 1985 divenne membro della giuria del 14º Festival cinematografico internazionale di Mosca. Morì nel 2015.

## Filmografia parziale
- Stelle di Eger (1968)
- Petöfi '73 (1973)
- La Conquista (1996)
- Sacra Corona (2001)